# Evécio
Evécio (em latim: Euethius) foi um oficial romano do século IV. Era um antigo pupilo de Libânio que em 364 ocupou posição de poder na província de Eufratense. Talvez fosse assessor do presidente Domiciano que nessa data recebeu uma carta de Libânio (1200) que acompanha aquela que menciona seu ofício (1201).